# Cherie (チェッカーズの曲)
「Cherie」（シェリー）は、チェッカーズの20枚目のシングル。1989年7月5日発売。発売元はポニーキャニオン。

## 解説
作曲担当の鶴久政治曰く「非常に気に入っている」楽曲であり、ソロ・ライブなどでもよく歌唱している。鶴久は歌番組やライブではサイドボーカルとして歌唱しているが、PVではギターを持って歌唱しているシーンが見受けられる。
当時、藤井フミヤが出演していたTBSドラマ「オイシーのが好き!」の中の男女関係をイメージした歌詞になっている。
TBSテレビ『ザ・ベストテン』（1989年9月放送終了）では、同曲がチェッカーズとして最後のランクインとなった。

## 収録曲
1. Cherie
  - 作詞：藤井郁弥 / 作曲：鶴久政治 / 編曲：THE CHECKERS FAM.
2. Deep Scar
  - 作詞：藤井郁弥 / 作曲：武内享 / 編曲：THE CHECKERS FAM.